# Aso de Sobremonte
Aso de Sobremonte (Aso Sobremón o Aso de Sobremont en aragonés) es una localidad española actualmente perteneciente al municipio de Biescas, en el Alto Gállego, provincia de Huesca, Aragón.
Desde el punto de vista de la organización de la Iglesia católica, pertenece a la diócesis de Jaca, que a su vez forma parte de la archidiócesis de Pamplona.
Junto a Betés de Sobremonte y Yosa de Sobremonte, forma parte de la zona geográfica conocida como Sobremonte.

## Geografía
Aso de Sobremonte se encuentra atravesado por el barranco de Arás, afluente del río Gállego. Se encuentra a una altitud de 1.264 m, aproximadamente, lo que le convierte en uno de los municipios más altos del valle.

## Historia
Su nombre tradicional es Aso, habiéndose añadido la referencia al Sobremonte con mucha posterioridad. Aunque inicialmente fue un municipio independiente, en 1845 se unió a Yosa para formar un municipio denominado igualmente Yosa. Posteriormente el municipio de Yosa fue absorbido por Betés, aunque más tarde éste fue absorbido igualmente por Biescas.
El hijo más ilustre de la localidad es Alejandro Oliván y Borruel. Político y jurista del siglo XIX  (1796-1878). Nacido en Casa Oliván.
Guerra Civil 1936-1939. Entre septiembre a noviembre de 1937 se produjo una ofensiva del ejército republicano en varios frentes, uno de ellos avanzó hacia Biescas, tomó el valle de Sobremonte y llegó hasta Acumuer. Fue frente relacionado de la Batalla de Sabiñánigo.

## Demografía
| Gráfica de evolución demográfica de Aso de Sobremonte entre 1842 y 1970 |
| |
| Población de derecho según los censos de población del INE Población de hecho según los censos de población del INEEntre el censo de 1857 y el anterior, este municipio desaparece porque se integra en el municipio Yosa de Sobremonte Entre el censo de 1877 y el anterior, aparece este municipio porque cambia de nombre y desaparece el municipio Yosa de Sobremonte Entre el censo de 1981 y el anterior, este municipio desaparece porque se integra en el municipio Biescas |

| 248        | 258 | 266 | 250 | 228 | 228 | 139 | 46 | 30 | 35 |
| (Fuente: ) |     |     |     |     |     |     |    |    |    |

Aso de Sobremonte cuenta con 38 habitantes, puesto que sólo 8 de sus 40 viviendas están permanentemente habitadas aunque teniendo en cuenta pajares rehabilitados a vivienda y las nuevas viviendas construidas se llega a las 75 viviendas actualmente.

## Economía
Tradicionalmente, la localidad ha vivido de la explotación de la ganadería y la agricultura. Actualmente, los habitantes del pueblo viven gracias al turismo que hay por la zona ya que muy pocas personas del pueblo siguen dedicándose al campo.

## Patrimonio arquitectónico
- Iglesia parroquial consagrada a San Juan Bautista, datada en el siglo XVII.

## Patrimonio Cultural
Apodo tradicional: Manzañons, manzañones
Dicho tradicional: Aso, Yosa y Betés, Dios me libre d’os tres.
Nombres de las casas de Aso: Casa Barón, Casa Juana, Casa Ainés, Casa Malena, Casa Cajal, Casa Fustero, Casa Pascuala, Casa Antón, Casa Oliván, Casa Cabalero, Casa Cubano, Casa Pelaire, Casa Alvira, Casa Mariana, Casa Felir, Casa Jiménez. Casa Ferrero, Casa Gracia, Casa Fañanás, Casa Misicas, Casa del Duque, Casa el pajar D'esgracia,Casa la Ermita Casa Romacepa, Casa Gabarda, Casa Os de Zuera, Casa Misceláneas.
Para conocer los nombres de campos, fuentes, etc se recomienda leer el libro “Toponimia de Aso, Yosa y Betés (Sobremonte, Alto Gállego)” de Jesús Vázquez Obrador de 2008.
Dentro de la economía agro-ganadera tuvo mucha importancia la trashumancia. Los ganaderos bajaban su ganado lanar y cabrío a “tierra baja” (Monegros y Ribera del Ebro) por lo general entre octubre y noviembre. Volvían aproximadamente en mayo. Para saber más leer el libro que sobre Antonio Oliván “Cabalero” escribió Enrique Satué Oliván en 1996.

## Fiestas
Las fiestas se realizan el primer fin de semana de agosto en honor de los santos San Félix y San Cucufate, que corresponden al 1 de agosto y al 27 de julio respectivamente.

## Administración y política
Antes de incorporarse a Biescas tuvo ayuntamiento propio.
| Periodo   | Alcalde            | Partido |  |
| --------- | ------------------ | ------- |  |
| 1979-1983 | Ramón Acín Ciprián | UCD     |  |